# Nørre Kollund
Nørre Kollund is een plaats in de Deense regio Midden-Jutland, gemeente Herning, en telt 202 inwoners (2008).
- Library of Congress Control Number: n80007179
- MusicBrainz: d200fbb2-0773-46e1-8631-0183ce9dccf7
- Nationale Bibliotheek van Israël: 987007559510205171
- Virtual International Authority File: 150090140